# Chanh

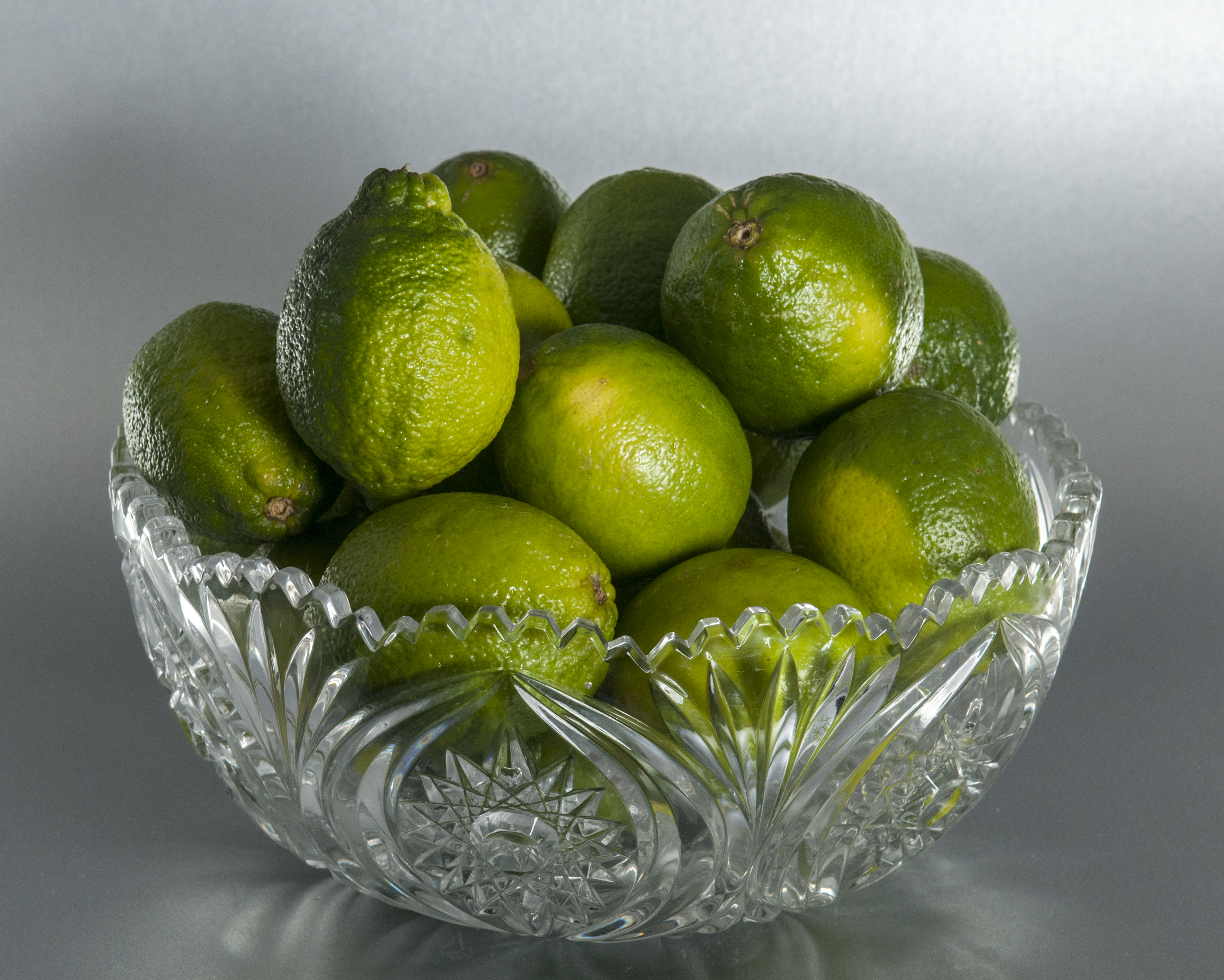

Chanh là một số loài thực vật cho quả nhỏ, thuộc chi Cam chanh (Citrus), khi chín có màu xanh hoặc vàng, thịt quả có vị chua. Quả chanh được sử dụng làm thực phẩm trên khắp thế giới - chủ yếu dùng nước ép của nó, thế nhưng phần cơm (các múi của chanh) và vỏ (zest) cũng được sử dụng, chủ yếu là trong nấu ăn và nướng bánh. Nước ép chanh chứa khoảng 5% (khoảng 0,3 mol / lít) axit citric, điều này giúp chanh có vị chua, và độ pH của chanh từ 2-3. Điều này làm cho nước ép chanh không đắt, có thể sử dụng thay axít cho các thí nghiệm khoa học trong giáo dục. Bởi vì có vị chua, nhiều thức uống và kẹo có mùi vị đã xuất hiện, bao gồm cả nước chanh.

## Hình ảnh

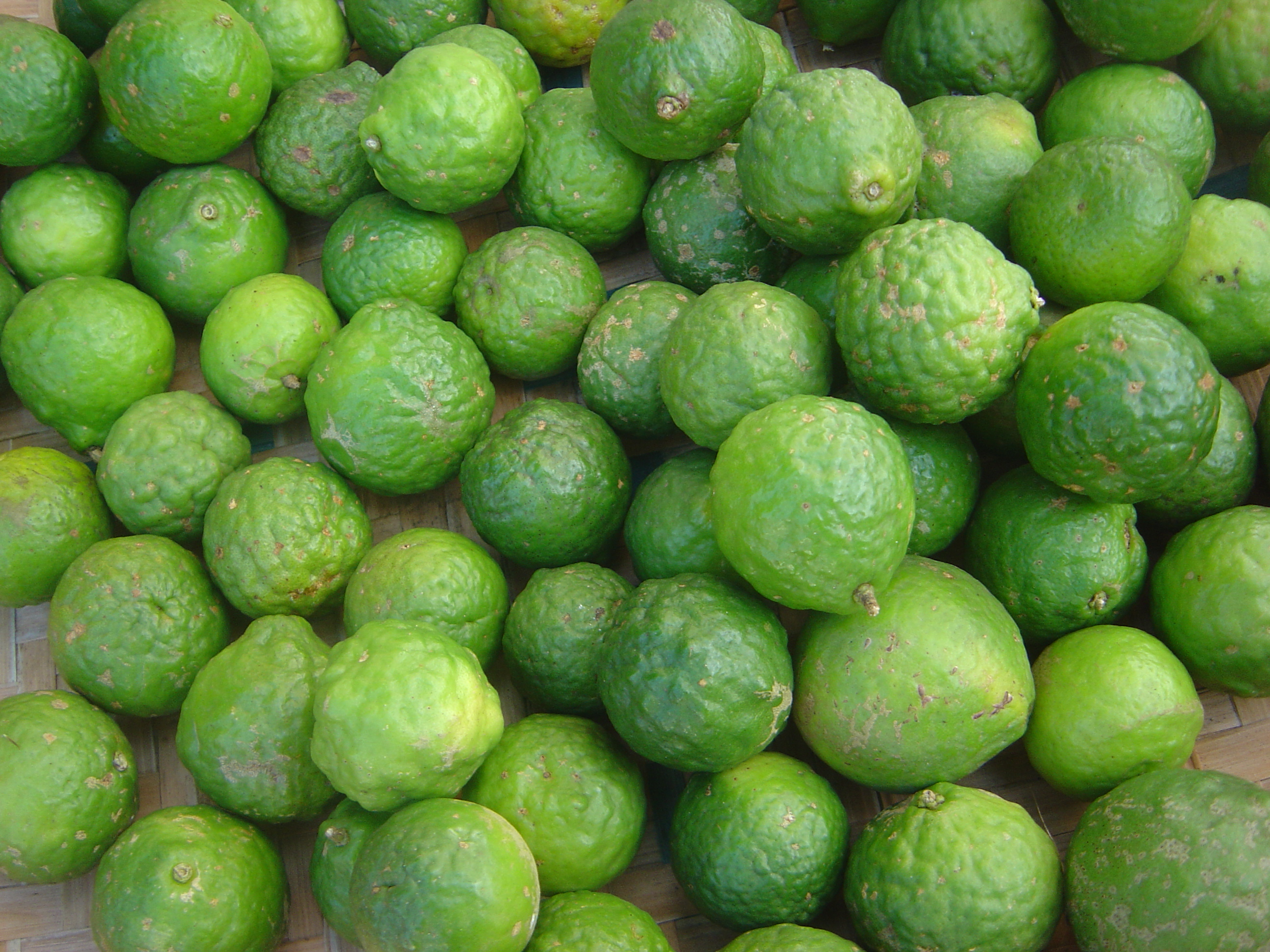
Chanh ta limau purut của Indonesia và Malaysia (Kaffir lime fruit)
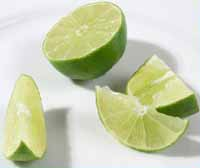
Chanh ta đã được bổ, thường để vắt vào đồ uống hoặc đồ ăn
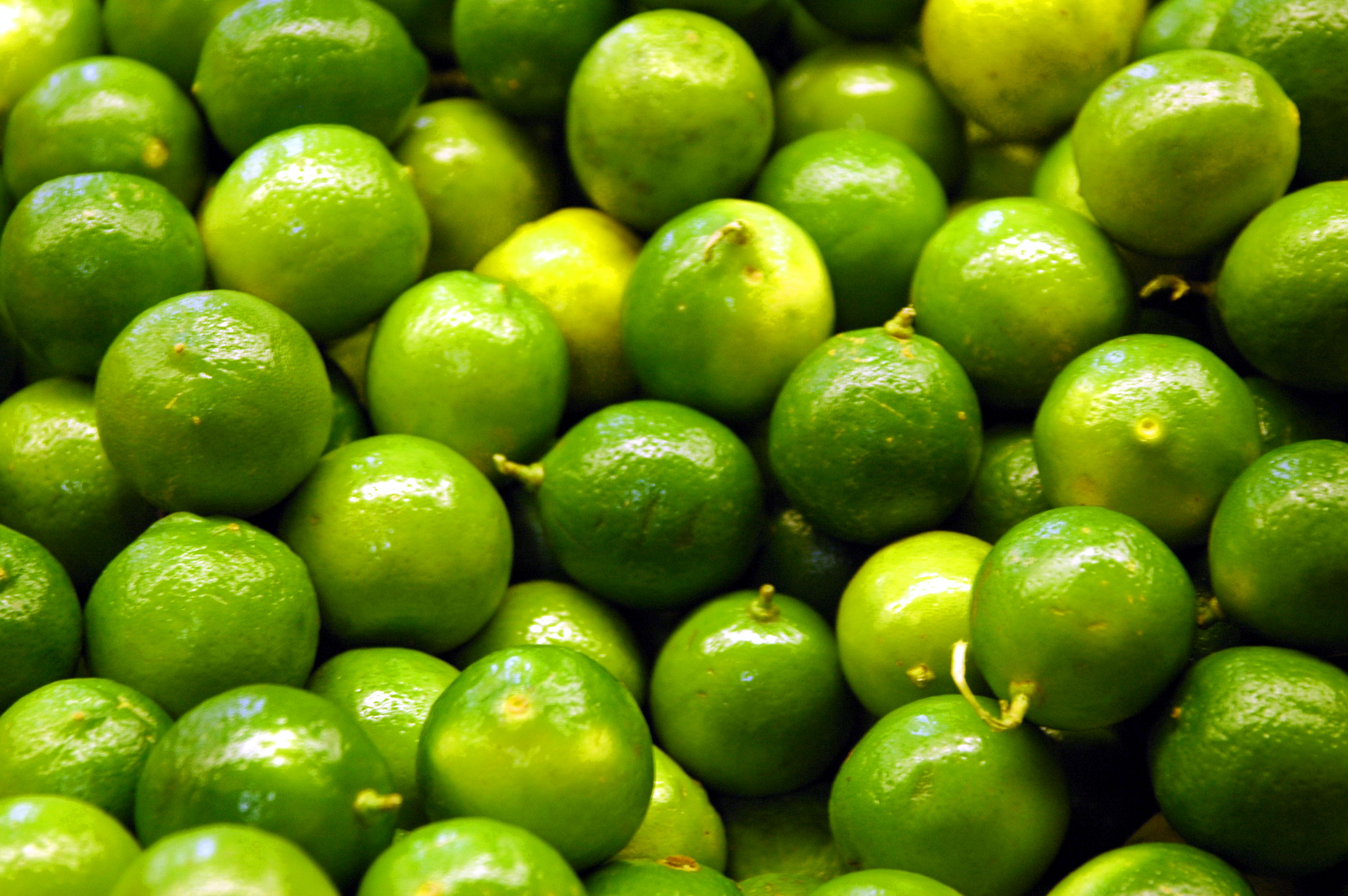
Chanh ta trong cửa hàng thực phẩm
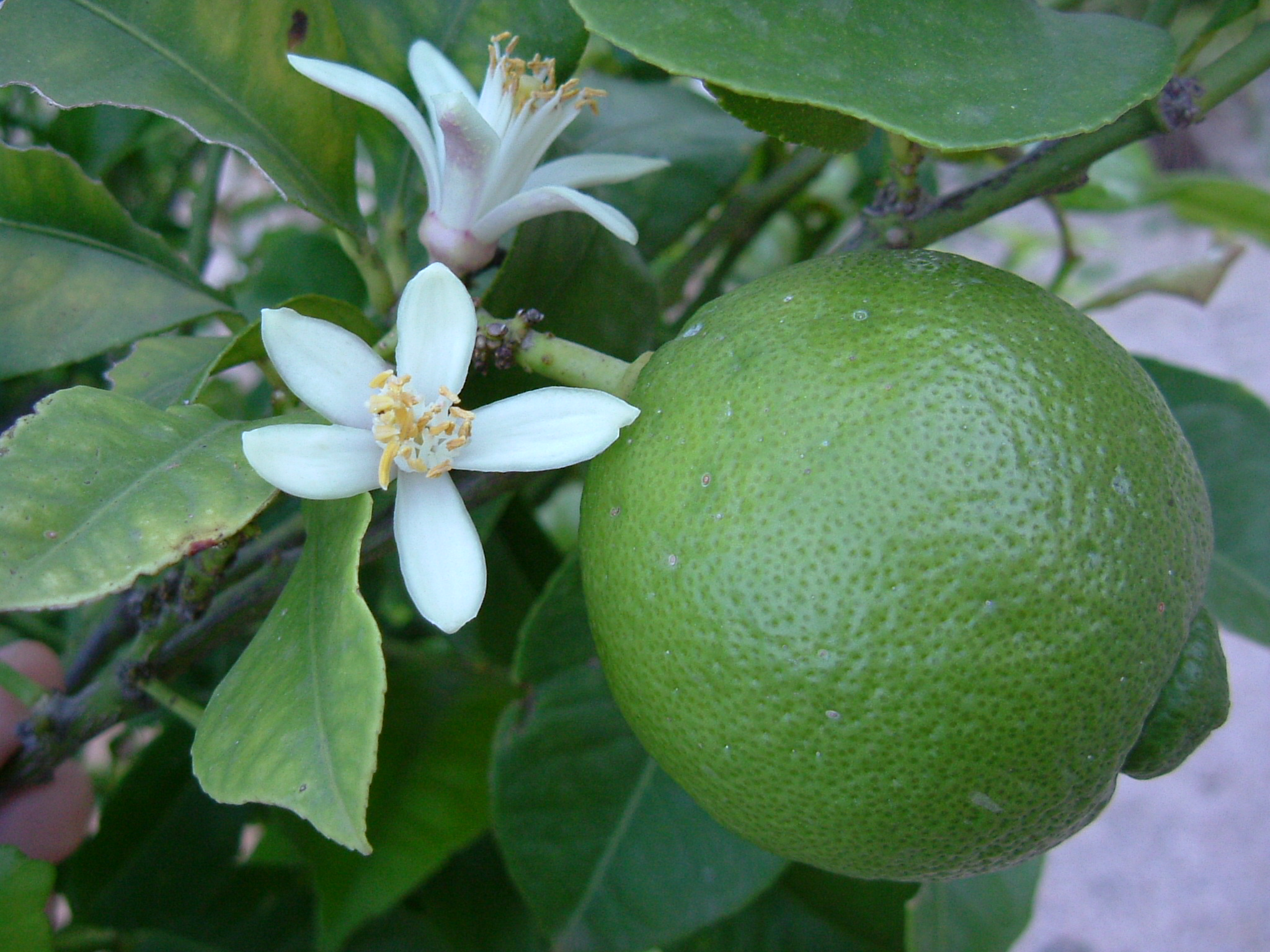
Chanh ta và hoa chanh ta ở miền Nam Tây Ban Nha

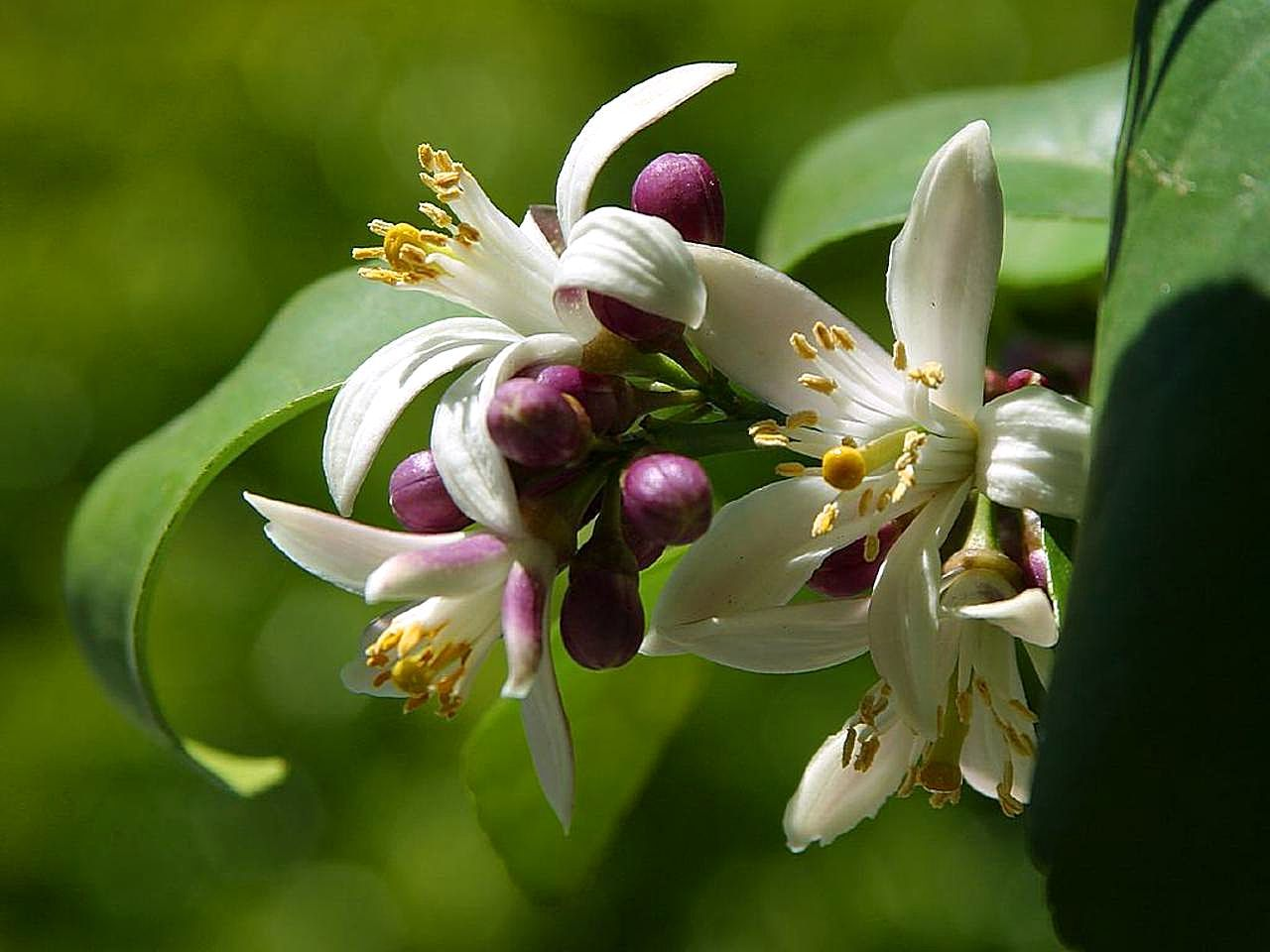
Hoa chanh tây
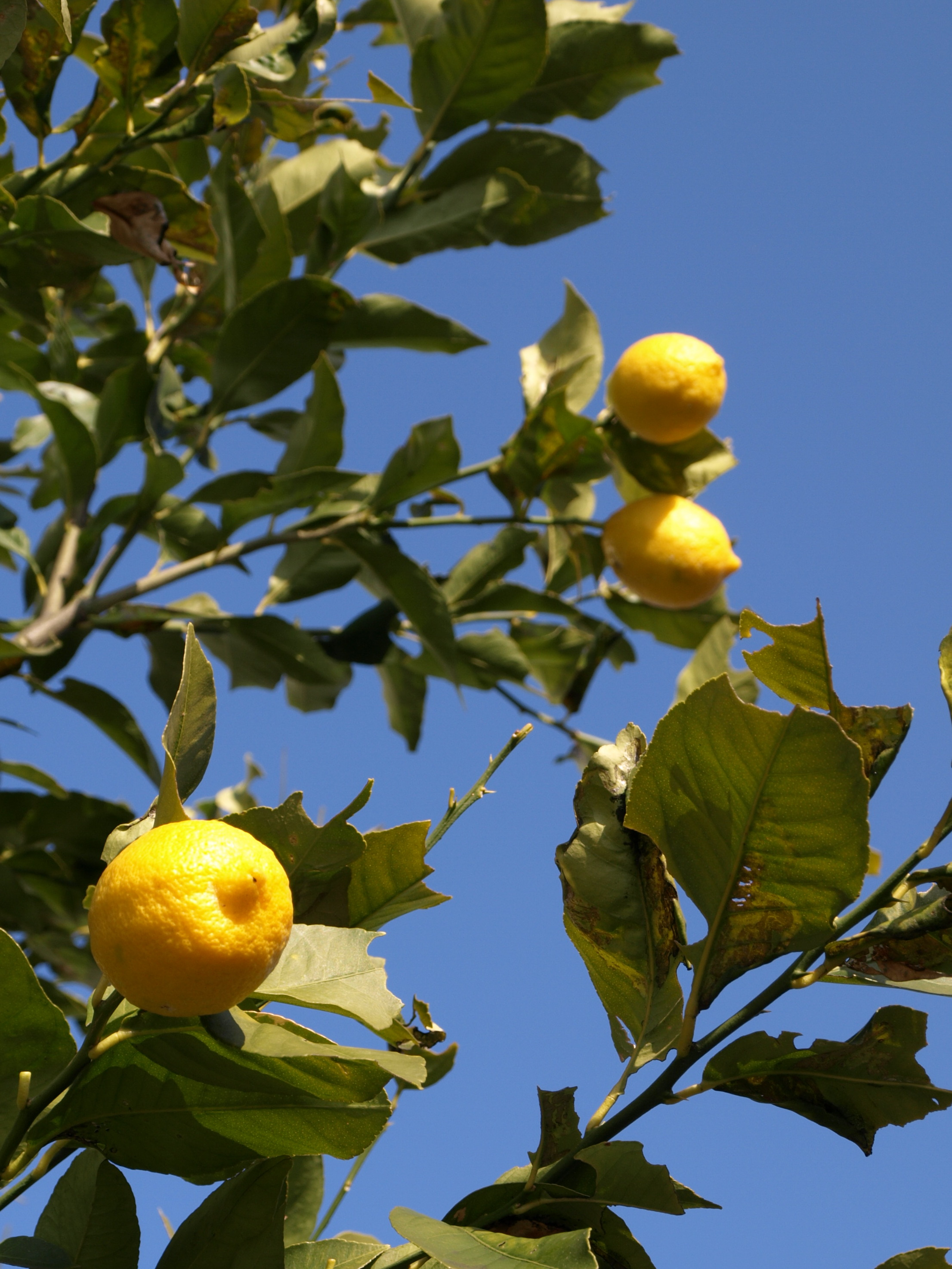
Chanh tây trưởng thành